# 三叉虎新離子節蜱
三叉虎新離子節蜱（学名：Neoleipothrix leptae）为節蜱科新離子節蜱屬下的一个种。